# Gelijke beloning
Gelijke beloning is het principe dat mannelijke en vrouwelijke werknemers voor gelijke of gelijkwaardige arbeid hetzelfde salaris krijgen.

## Beloningsverschillen
Door het gemiddeld uurloon van de mannelijke en vrouwelijke beroepsbevolking uit te rekenen, kan het beloningsverschil tussen beide groepen worden aangegeven. Een ongecorrigeerd beloningsverschil bestaat uit het verschil tussen het gemiddelde uurloon van mannen en vrouwen, zonder rekening te houden met andere achtergrondkenmerken. Een gecorrigeerd beloningsverschil houdt rekening met achtergrondkenmerken als leeftijd, opleidingsniveau, dienstjaren, arbeidsduur en opleidingsniveau.

## Geschiedenis
Op 7 april 1938 spande Florence St. John, die al tien jaar werkte in de productie bij Oldsmobile, een proces aan wegens ongelijke betaling. Ze beriep zich op een wet van de Staat Michigan, die discriminatie in beloning verbood. De advocaten van General Motors ontkenden dat de vrouwen hetzelfde werk verrichtten als de mannen en bestreden intussen bij het Hooggerechtshof van Michigan de geldigheid van de wet. Op 7 juni 1941 begon de rechtszaak, en in zes weken werden tientallen getuigen gehoord. Op 29 mei 1942 deed de rechter uitspraak: St. John en haar vrouwelijke collega's kregen tezamen een nabetaling toegewezen van USd. 55.690. Dit vonnis werd in 1945 in hoger beroep bevestigd. Terwijl het proces liep, stroomden de fabrieken vol met vrouwen, die het werk van de gemobiliseerde mannen moesten overnemen. Mede daarom gold vanaf 24 november 1942 een algemene regeling van gelijke betaling.
Tijdens de onderhandelingen over het Verdrag van Rome (1957) drong Frankrijk erop aan dat het principe 'gelijk loon voor gelijke arbeid' in het verdrag zou worden opgenomen. De Franse textielindustrie moest zich namelijk houden aan de bepaling in de Franse Grondwet dat er gelijke lonen waren voor mannen en vrouwen. Franse politici vreesden oneerlijke concurrentie, vooral van de Nederlandse textielindustrie. In Nederland waren gelijke lonen niet verplicht, waardoor er lagere 'vrouwenlonen' uitbetaald konden worden. De bepaling over gelijk loon voor gelijk werk werd in eerste instantie opgenomen in de sectie over belemmeringen van oneerlijke concurrentie. Later werd de bepaling opgenomen als artikel 119 in de sectie sociaal beleid.
In 1973 deed de Europese Commissie een voorstel voor een richtlijn inzake gelijke beloning van mannelijke en vrouwelijke werknemers voor gelijke arbeid. Deze richtlijn werd in 1976 aangenomen.

## Cijfers
Nederlandse vrouwen verdienden in 2013 ongecorrigeerd (niet rekening houdend met achtergrondkenmerken als leeftijd, opleidingsniveau, dienstjaren, arbeidsduur en opleidingsniveau) gemiddeld 82% van het brutoloon van mannen.

## Verklaring
Belangrijkste verklaring is segregatie naar beroep en bedrijfstak. Mannen werken merendeels in andere beroepen en bedrijfstakken dan vrouwen en de beloning in die beroepen en bedrijfstakken is verschillend.

## Kritiek
Critici op het "gelijke beloning"-principe, zoals Milton Friedman, vinden gelijke beloningen voor gelijke arbeid onwenselijk. Hun argument is dat de goede intenties niet de gewenste resultaten leveren en dat het principe het enige machtsmiddel van zowel mannen als vrouwen om aangenomen te worden voor een baan tegenwerkt. Als een vrouwelijke sollicitant bereid is om te werken voor een lager loon, dan is het economisch verstandiger om als werkgever die vrouw boven de mannelijke sollicitant te kiezen (of vice versa). Als de werkgever alsnog de mannelijke sollicitant kiest, dan zal de werkgever een extra kostenpost, namelijk het verschil in uurloon, kiezen. Daarnaast vinden ze dat het principe van gelijke beloning de betere kwaliteiten van vrouwelijke sollicitanten onderdrukt, omdat het hen dwingt om hetzelfde te gaan verdienen als een mannelijke werknemer (wederom geldt dat men het geslacht in het argument kan omdraaien). Deze critici vinden dat werkgevers naar productiviteit moeten kijken en niet zouden moeten discrimineren op basis van geslacht. Een geslachts-neutrale argument over de (mogelijke) lagere productiviteit van een sollicitant kan zich baseren op het aantal jaren dat de sollicitant uit de arbeidsmarkt is gegaan om welke reden dan ook.

## Equal Pay Day
In 2011 werd voor het eerst de European Equal Pay Day gehouden. Deze dag markeert het aantal extra dagen dat vrouwen zouden moeten werken om gemiddeld hetzelfde te verdienen als mannen (59 dagen in 2014). België was het eerste Europese land dat een dag voor gelijke beloning organiseerde, in 2005. In Nederland werd op 24 oktober 2006 voor het eerst de Dag van de Gelijke Beloning georganiseerd door de werkgroep Gelijke beloning, dat werkt!.